# Justicia ferruginea
Justicia ferruginea är en akantusväxtart som beskrevs av Hsien Shui Lo och D. Fang. Justicia ferruginea ingår i släktet Justicia och familjen akantusväxter. Inga underarter finns listade i Catalogue of Life.